# Bücker Bü 134
Bücker Bü 134 var ett tyskt litet privatflygplan som konstruerades som ett alternativ till Taylor Cub för flygklubbar och flygskolor.
Bü 134 var ett högvingat monoflygplan med ett fast hjullandställ. Flygplanskroppen som rymde två personer bredvid varandra tillverkades i metall medan vingarna och roderytorna var klädda med träfanér. Som drivkälla valdes en 105 hk inverterad fyrcylindrig luftkyld radmotor från Hirth. En prototyp tillverkades, den registrerades som D-EQPA i det tyska luftfartygsregistret inför provflygningen 1936.

## Varianter
- Bü 134 V1 - prototypflygplan